# Nelson Minville
 (septembre 2008).
Si vous disposez d'ouvrages ou d'articles de référence ou si vous connaissez des sites web de qualité traitant du thème abordé ici, merci de compléter l'article en donnant les références utiles à sa vérifiabilité et en les liant à la section « Notes et références ».
Pour les articles homonymes, voir Minville.
Nelson Minville (né le 28 juillet 1967) est un chanteur, auteur-compositeur et metteur en scène québécois.

## Biographie
Nelson Minville est diplômé en littérature de l'Université Laval. Il se fait connaître dans le domaine de la chanson en 1989 alors qu’il est lauréat du Festival en chanson de Petite-Vallée et remporte les prix de La Presse et de la chanson primée du Festival international de la chanson de Granby. Il signe alors avec la maison de disques Les Productions Guy Cloutier où il publie ses deux premiers albums : Premières nuits en 1990 (disque qui reçoit trois nominations à l'ADISQ dont celle de la révélation de l'année) et Pour la suite des choses en 1992. Il publie par la suite en 1998 sur l'étiquette Disques Passeport l'album Centre-ville (deux nominations à l'ADISQ). C'est du premier album qu'est issu le succès "Les bras de Satan", qui l'a fait connaître d'un plus grand public et qui demeure, à ce jour, son plus grand succès.
Nelson Minville s'adonne aussi à l'écriture de musiques pour le théâtre et à l'écriture dramatique pour la radio. Il est aussi concepteur de spectacles et metteur en scène, parolier et compositeur pour différents artistes dont Luce Dufault, Roch Voisine, Brigitte Boisjoli, Renée Martel, Laurence Jalbert, Marc Dupré, Mario Pelchat, Marc Hervieux, Jean-François Breau, Marie-Ève Janvier, Paule-Andrée Cassidy, Yves Savard, Marie-Pier Perreault, Wilfred LeBouthillier, Marc-André Fortin, les BB, Lynn Jodoin, Martine St-Clair, Isabelle Roy, Dominica Merola et Pierre Robichaud (1755).
Il est directeur artistique et metteur en scène du Festival international de la chanson de Granby de 1997 à 2000 et de la ChantEauFête de Charlevoix de 2002 à 2006. En novembre 2007, il se mérite, à titre de parolier, un prix de la SOCAN (Société des auteurs, compositeurs et éditeurs du Canada) pour sa collaboration à l'écriture du succès populaire Tout près du bonheur (Dupré-Dion) dont la musique est signée Céline Dion. Nelson travaille également depuis plus de 10 ans[Quand ?] à diverses expériences de formation auprès de jeunes auteurs, compositeurs et interprètes de partout au Canada[réf. souhaitée]. Depuis l’été 2001, il est de l’équipe des formateurs et des artisans du Village et du Festival en chanson de Petite-Vallée.

## Vie privée
Nelson Minville est originaire de la Gaspésie. Il a eu trois enfants, Léo, Jules et Henry. 

## Discographie
- 1990 : Premières nuits (Les Productions Guy Cloutier) PGC-CD-913, PGC-4-913
- 1992 : Pour la suite des choses (Les Productions Guy Cloutier) PGC-CD-925, PGC-4-925
- 1998 : Centre-ville (Passeport) PAS-CD-1215